# Toto Blanke
Hans Otto (Toto) Blanke (Paderborn, 16 september 1936 – Hamburg, 24 oktober 2013), was een Duits jazzgitarist.

## Biografie
Tijdens zijn studie architectuur in Braunschweig (tussen 1957 en 1964) trad Blanke al op met Gunter Hampel en Otto Wolters. Begin jaren zestig behoorde hij daarna in Paderborn enige tijd tot de dansband City Gents, waarin hij samen met de tenorsaxofonist Bernd Meinolf de melodiepartijen deelde. In 1970 begon zijn professionele carrière. Blanke speelde ook bij de door de Nederlandse drummer Pierre Courbois en toetsenist Jasper van 't Hof opgerichte jazzrockband Association P. C., waartoe verder de bassist Sigi Busch, en de toetsenist Joachim Kühn behoorden. Association P. C. trad op tijdens talrijke festivals, o.a. in 1971 tijdens de Berliner Jazztage, en bracht begin jaren zeventig enkele platen uit, met o.a. de fluitist Jeremy Steig. Vervolgens werkte Blanke met Joachim Kühn en Rolf Kühn, Randy Brecker, Jan Akkerman en in een duo met Philip Catherine. In 1975 nam hij met Joachim Kühn, Charlie Mariano, John Lee en Gerry Brown zijn eerste album Spiders Dance op. Tot zijn band Electric Circus behoorden in 1976 Jasper van't Hof en de drummer Edward Vesala; de muzikanten hadden elkaar twee jaar eerder ontmoet tijdens de Baden-Baden New Jazz Meeting. Later breidde Blanke de band uit tot een kwartet (o.a. met Dave King, ten laatste met Tony Lakatos, Heinrich Hock en Norbert Dömling). De band, die nog werd gecompleteerd met de pianist Stu Goldberg en Trilok Gurtu, toerde ook in de DDR, Italië, Oostenrijk en Polen.
Blanke was ook als duo onderweg met de Tsjechische gitarist Rudolf Dašek, met wie hij optrad op het internationale gitaarfestival Guitarras del Mundo 2002 in Argentinië, met Stu Goldberg en Charlie Mariano. Hij speelde ook met Adelhard Roidinger, Leszek Zadlo, Chris Beier en Lajos Dudas. Voor zijn activiteit met de muziek van de tango formeerde Blanke samen met de zanger Raul Montero en wisselende bandoneonspelers het Trio Tango. In 1982 ontstond een kwartet met de bandoneon-virtuoos Rene Maria Rivero, de bassist Carlos Bica en de percussionist Marcio Doctor. In 1996 nam hij met de gitarist en charangospeler Diego Jasca de cd Sur op.
Tijdens de laatste jaren trad Blanke voornamelijk met soloprojecten naar voren, maar ook met tekst- en muziekprogramma's met Eugen Drewermann en met Erwin Grosche. Hij was een achterneef van Willy Lucas en maakte een film over deze schilder en diens landschaps- en stadsgezichten.
In 2011 kreeg Blanke voor zijn artistieke bezigheden de cultuurprijs van zijn geboortestad Paderborn.

## Overlijden
Blanke overleed in oktober 2013 op 77-jarige leeftijd na een zware ziekte.

## Discografie

### Onder eigen naam
- 1975: Spider's Dance (met Charlie Mariano, Joachim Kühn, John Lee en Gerry Brown)
- 1978: Tales of Tomorrow (met Jörg Kramer, Marian Lale, Makar Niedrig, Thomas Schultze)
- 1981: Somewhere in Time
- 1989: Fools Paradise
- 2004: Going Crazy

Toto Blanke's Electric Circus
- 1974: First Meeting Baden Baden (ed. 2006, met Jasper van't Hof, Edward Vesala)
- 1976: Electric Circus (met Jasper van't Hof, Edward Vesala, sowie Dave King)
- 1976: Live at the Quartier Latin (met Jasper van't Hof, Edward Vesala, ed. 1979)
- 1979: Friends (met Matthias Nadolny, Stu Goldberg, Norbert Dömling, Heinrich Hock, Trilok Gurtu)
- 1980: Family (met Stu Goldberg, Norbert Dömling, Heinrich Hock, Trilok Gurtu)
- 1983: Bella Donna

### Toto Blanke & Rudolf Dašek
- 1981: Silhouettes - Duets for Acoustic Guitars
- 1984: Meditation - Kirchenmusik!
- 1987: Tramontana
- 1991: Two Much! Guitar
- 2000: Between the Bridge and the Silence
- 2000: Mona Lisa

### Jorge Cardoso / David Qualey / Rudolf Dašek / Toto Blanke
- 1990: Talking Hands - Live

- Bibliothèque nationale de France: cb17095902c (data)
- Gemeinsame Normdatei: 134330633
- International Standard Name Identifier: 0000 0000 5809 5007
- Library of Congress Control Number: n2001082342
- Nationale Bibliotheek van Letland: 000337877
- MusicBrainz: 2a36d22c-99ac-4f75-a152-3d633850b205
- Nationale Bibliotheek van Tsjechië: jn20010601667
- Virtual International Authority File: 79579991
- WorldCat: E39PCjwgvRKxTFrQGXkq9wTpMX